# Antireicheia grandis
Antireicheia grandis – gatunek chrząszcza z rodziny biegaczowatych, podrodziny Scritinae i plemienia Clivini.

## Występowanie
Gatunek ten jest endemitem Madagaskaru, gdzie znany jest jedynie z rejonu gór Andringitra.